# RFID

EPC RFID-метка, используемая в торговой сети Walmart

RFID (англ. Radio Frequency IDentification, радиочастотная идентификация) — способ автоматической идентификации объектов, в котором посредством радиосигналов считываются или записываются данные, хранящиеся в так называемых транспондерах, или RFID-метках.
Любая RFID-система состоит из считывающего устройства (считыватель, ридер или интеррогатор) и транспондера (он же RFID-метка, иногда также применяется термин RFID-тег).
По дальности считывания RFID-системы можно подразделить на системы:
- ближней идентификации (считывание производится на расстоянии до 20 см);
- идентификации средней дальности (от 20 см до 5 м);
- дальней идентификации (от 5 м до 300 м)

Большинство RFID-меток состоит из двух частей. Первая — интегральная схема (ИС) для хранения и обработки информации, модулирования и демодулирования радиочастотного (RF) сигнала и некоторых других функций. Вторая — антенна для приёма и передачи сигнала.
C введением RFID-меток в повседневную жизнь связан ряд проблем. Например, потребители, не обладающие считывателями, не всегда могут обнаружить метки, прикреплённые к товару на этапе производства и упаковки, и избавиться от них. Хотя при продаже, как правило, такие метки уничтожаются, сам факт их наличия вызывает опасения у правозащитных и религиозных организаций.
Уже известные приложения RFID (бесконтактные карты в системах контроля и управления доступом, системах дальней идентификации и в платёжных системах) получают дополнительную популярность с развитием интернет-услуг.

## История RFID-меток

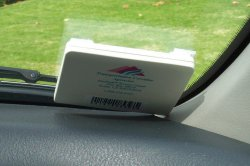
RFID-метка, используемая для автоматического сбора платы за проезд по платным дорогам

Технология, наиболее близкая к данной — система распознавания «свой-чужой» IFF (Identification Friend or Foe), изобретённая Исследовательской лабораторией ВМС США в 1937 году. Она активно применялась союзниками во время Второй мировой войны, чтобы определить, своим или чужим является объект в небе. Подобные системы до сих пор используются как в военной, так и в гражданской авиации.
В 1945 году советский ученый Лев Сергеевич Термен изобрёл устройство, которое позволило накладывать аудиоинформацию на случайные радиоволны. Звук вызывал колебание диффузора, которое незначительно изменяло форму резонатора, модулируя отражённую радиочастотную волну. И хотя устройство представляло лишь пассивный передатчик (т. н. «жучок»), это изобретение причисляют к первым предшественникам RFID-технологии.
Ещё одной вехой в использовании RFID-технологии является послевоенная работа Гарри Стокмана (Harry Stockman) под названием «Коммуникации посредством отражённого сигнала» (англ. "Communication by Means of Reflected Power") (доклады IRE, стр. 1196—1204, октябрь 1948). Стокман отмечает, что «…значительные работы по исследованию и разработке были сделаны до того, как были решены основные проблемы в связи посредством отражённого сигнала, а также до того, как были найдены области применения данной технологии».
Первая демонстрация современных RFID-чипов (на эффекте обратного рассеяния), как пассивных, так и активных, была проведена в Исследовательской лаборатории Лос-Аламоса (англ. Los Alamos Scientific Laboratory) в 1973 году. Портативная система работала на частоте 915 МГц и использовала 12-битные метки.
Первый патент, связанный собственно с названием RFID, был выдан Чарльзу Уолтону (Charles Walton) в 1983 году (патент США за № 4,384,288).
В 1997 году Кевин Эштон работая помощником бренд-менеджера в Procter & Gamble (P&G), заинтересовался использованием RFID для управления цепочками поставок продуктов P&G. В 1999 году Эштон совместно с профессорами Санджай Сарма, Санни Сиу и исследователем Дэвидом Броком открыли Auto-ID центр при MIT. В центре была создана глобальная стандартная система для RFID и других сенсоров.

## Классификация RFID-меток
Существует несколько способов систематизации RFID-меток и систем:
- По рабочей частоте
- По источнику питания
- По типу памяти
- По исполнению[10]

### По источнику питания
По типу источника питания RFID-метки делятся на:
- Пассивные
- Активные
- Полупассивные

#### Пассивные

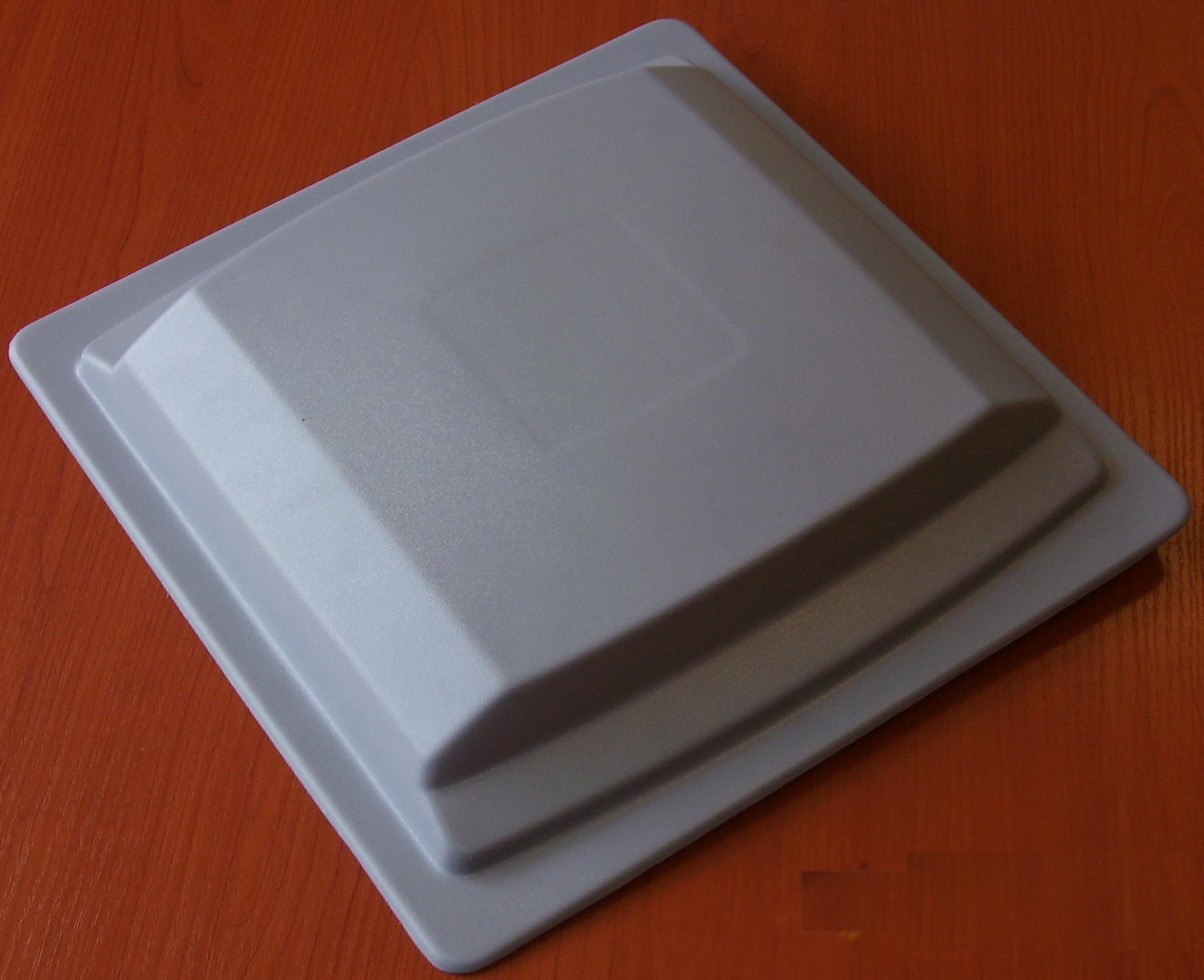
RFID-антенна

Пассивные RFID-метки не имеют встроенного источника энергии. Электрический ток, индуцированный в антенне электромагнитным сигналом от считывателя, обеспечивает достаточную мощность для функционирования кремниевого КМОП-чипа, размещённого в метке, и передачи ответного сигнала.
Коммерческие реализации низкочастотных RFID-меток могут быть встроены в стикер (наклейку) или имплантированы под кожу (см. VeriChip).
В 2006 Hitachi изготовила пассивное устройство, названное µ-Chip (мю-чип), размерами 0,15×0,15 мм (не включая антенну) и тоньше бумажного листа (7,5 мкм). Такого уровня интеграции позволяет достичь технология «кремний-на-изоляторе» (SOI). µ-Chip может передавать 128-битный уникальный идентификационный номер, записанный в микросхему на этапе производства. Данный номер не может быть изменён в дальнейшем, что гарантирует высокий уровень достоверности и означает, что этот номер будет жёстко привязан (ассоциирован) с тем объектом, к которому присоединяется или в который встраивается этот чип. µ-Chip от Hitachi имеет типичный радиус считывания 30 см (1 фут). В феврале 2007 года Hitachi представила RFID-устройство, обладающее размерами 0,05×0,05 мм, и толщиной, достаточной для встраивания в лист бумаги.
Компактность RFID-меток зависит от размеров внешних антенн, которые по размерам превосходят чип во много раз и, как правило, определяют габариты меток.
Наименьшая стоимость RFID-меток, которые стали стандартом для таких компаний, как Wal-Mart, Target, Tesco в Великобритании, Metro AG в Германии и Министерства обороны США, составляет примерно 5 центов за метку фирмы SmartCode (при покупке от 100 млн штук). К тому же, из-за разброса размеров антенн, и метки имеют различные размеры — от почтовой марки до открытки. На практике максимальная дистанция считывания пассивных меток варьируется от 10 см (4 дюймов) (согласно стандарту ISO 14443) до нескольких метров (стандарты EPC и ISO 18000-6), в зависимости от выбранной частоты и размеров антенны. В некоторых случаях антенна может быть изготовлена печатным способом.
Производственные процессы от Alien Technology под названием Fluidic Self Assembly, от SmartCode — Flexible Area Synchronized Transfer (FAST) и от Symbol Technologies — PICA направлены на дальнейшее уменьшение стоимости меток за счёт применения массового параллельного производства. Alien Technology в настоящее время использует процессы FSA и HiSam для изготовления меток, в то время как PICA — процесс от Symbol Technologies — находится ещё на стадии разработки. Процесс FSA позволяет производить свыше 2 миллионов ИС пластин в час, а PICA процесс — более 70 миллиардов меток в год (если его доработают).  В этих технических процессах ИС присоединяются к пластинам меток, которые в свою очередь присоединяются к антеннам, образуя законченный чип. Присоединение ИС к пластинам и в дальнейшем пластин к антеннам — самые пространственно чувствительные элементы процесса производства. Это значит, что при уменьшении размеров ИС-монтаж (англ. Pick and place) станет самой дорогой операцией. Альтернативные методы производства, такие как FSA и HiSam, могут значительно уменьшить себестоимость меток. Стандартизация производства (англ. Industry benchmarks) в конечном счёте приведёт к дальнейшему падению цен на метки при их широкомасштабном внедрении.
Некремниевые метки могут изготавливаться из полимерных полупроводников. В настоящее время их разработкой занимаются несколько компаний по всему миру. Метки, изготавливаемые в лабораторных условиях и работающие на частотах 13,56 МГц, были продемонстрированы в 2005 году компаниями PolyIC (Германия) и Philips (Голландия). В промышленных условиях полимерные метки будут изготавливаться методом прокатной печати (технология напоминает печать журналов и газет), в результате чего они будут дешевле, чем метки на основе ИС. В конечном счёте это может закончиться тем, что для большинства сфер применения метки станут печатать так же просто, как и штрих-коды, и они станут такими же дешёвыми.
Пассивные метки УВЧ и СВЧ диапазонов (860—960 МГц и 2,4-2,5 ГГц) передают сигнал методом модуляции отражённого сигнала несущей частоты (англ. Backscattering Modulation — модуляция обратного рассеяния). Антенна считывателя излучает сигнал несущей частоты и принимает отражённый от метки модулированный сигнал. Пассивные метки ВЧ-диапазона передают сигнал методом модуляции нагрузки сигнала несущей частоты (англ. Load Modulation — нагрузочная модуляция). Каждая метка имеет идентификационный номер. Пассивные метки могут содержать перезаписываемую энергонезависимую память EEPROM-типа. Дальность действия меток составляет 1—200 см (ВЧ-метки) и 1-10 метров (УВЧ и СВЧ-метки).

#### Активные
Активные RFID-метки обладают собственным источником питания и не зависят от энергии считывателя, вследствие чего они читаются на дальнем расстоянии, имеют бо́льшие размеры и могут быть оснащены дополнительной электроникой. Однако такие метки наиболее дороги, а у батарей ограничено время работы.
Активные метки в большинстве случаев более надёжны и обеспечивают самую высокую точность считывания на максимальном расстоянии. Активные метки, обладая собственным источником питания, также могут генерировать выходной сигнал большего уровня, чем пассивные, позволяя применять их в более агрессивных для радиочастотного сигнала средах: воде (включая людей и животных, которые в основном состоят из воды), металлах (корабельные контейнеры, автомобили), для больших расстояний на воздухе. Большинство активных меток позволяет передать сигнал на расстояния в сотни метров при жизни батареи питания до 10 лет. Некоторые RFID-метки имеют встроенные сенсоры, например, для мониторинга температуры скоропортящихся товаров. Другие типы сенсоров в совокупности с активными метками могут применяться для измерения влажности, регистрации толчков/вибрации, света, радиации, температуры и газов в атмосфере (например, этилена).
Активные метки обычно имеют гораздо больший радиус считывания (до 300 м) и объём памяти, чем пассивные, и способны хранить больший объём информации для отправки приёмопередатчиком.

#### Полупассивные
Полупассивные RFID-метки, также называемые полуактивными, очень похожи на пассивные метки, но оснащены батареей, которая обеспечивает чип энергопитанием. При этом дальность действия этих меток зависит только от чувствительности приёмника считывателя и они могут функционировать на большем расстоянии и с лучшими характеристиками.

### По типу используемой памяти
По типу используемой памяти RFID-метки делятся на:
- RO (англ. Read Only) — данные записываются только один раз, сразу при изготовлении. Такие метки пригодны только для идентификации. Никакую новую информацию в них записать нельзя, и их практически невозможно подделать.
- WORM (англ. Write Once Read Many) — кроме уникального идентификатора такие метки содержат блок однократно записываемой памяти, которую в дальнейшем можно многократно читать.
- RW (англ. Read and Write) — такие метки содержат идентификатор и блок памяти для чтения/записи информации. Данные в них могут быть перезаписаны многократно.

### По рабочей частоте

#### Метки диапазона LF (125—134 кГц)

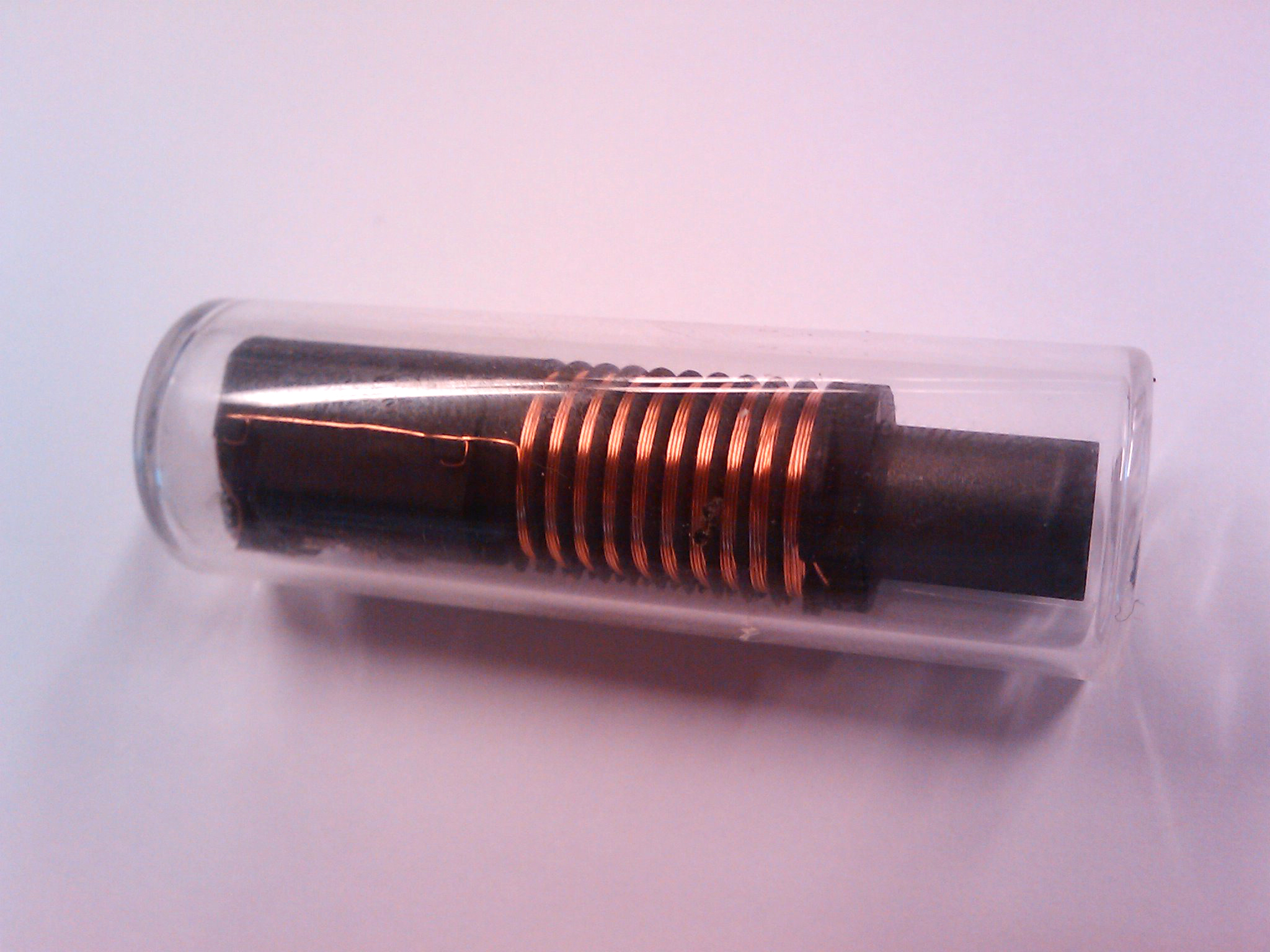
RFID-метка 125 кГц

Пассивные системы данного диапазона имеют низкие цены и в связи с физическими характеристиками используются для подкожных меток при чипировании животных и людей. Однако, в связи с длиной волны, существуют проблемы со считыванием на большие расстояния, а также проблемы, связанные с появлением коллизий при считывании.

#### Метки диапазона HF (13,56 МГц)
Системы 13 МГц дёшевы, не имеют экологических и лицензионных проблем, хорошо стандартизованы, имеют широкую линейку решений. Применяются в платежных системах, логистике, идентификации личности. Для частоты 13,56 МГц разработан стандарт ISO 14443 (виды A/B). В отличие от Mifare 1К, в данном стандарте обеспечена система диверсификации ключей, что позволяет создавать открытые системы. Используются стандартизованные алгоритмы шифрования.
На основе стандарта ISO 14443 В разработано несколько десятков систем, например, система оплаты проезда общественного транспорта Парижского региона.
Для существовавших в данном диапазоне частот стандартов были найдены серьёзные проблемы в безопасности: совершенно отсутствовала криптография у дешёвых чипов карты Mifare Ultralight, введённая в использование в Нидерландах для системы оплаты проезда в городском общественном транспорте OV-chipkaart, позднее была взломана считавшаяся более надёжной карта Mifare Classic.
Как и для диапазона LF, в системах, построенных в HF-диапазоне, существуют проблемы со считыванием с больших расстояний, считывание в условиях высокой влажности, наличия металла, а также проблемы, связанные с появлением коллизий при считывании.

#### Метки диапазона UHF (860—960 МГц)
Метки данного диапазона обладают наибольшей дальностью регистрации, во многих стандартах данного диапазона присутствуют антиколлизионные механизмы. Ориентированные изначально для нужд складской и производственной логистики, метки диапазона UHF не имели уникального идентификатора. Предполагалось, что идентификатором для метки будет служить EPC-номер (Electronic Product Code) товара, который каждый производитель будет заносить в метку самостоятельно при производстве. Однако скоро стало ясно, что помимо функции носителя EPC-номера товара хорошо бы возложить на метку ещё и функцию контроля подлинности. То есть возникло требование, противоречащее самому себе: одновременно обеспечить уникальность метки и позволить производителю записывать произвольный EPC-номер.
Долгое время не существовало чипов, которые бы удовлетворяли этим требованиям полностью. Выпущенный компанией Philips чип Gen 1.19 обладал неизменяемым идентификатором, но не имел никаких встроенных функций по паролированию банков памяти метки, и данные с метки мог считать кто угодно, имеющий соответствующее оборудование. Разработанные впоследствии чипы стандарта Gen 2.0 имели функции паролирования банков памяти (пароль на чтение, на запись), но не имели уникального идентификатора метки, что позволяло при желании создавать идентичные клоны меток.
Наконец, в 2008 году компания NXP выпустила два новых чипа, которые на сегодняшний день отвечают всем выше перечисленным требованиям. Чипы SL3S1202 и SL3FCS1002 выполнены в стандарте EPC Gen 2.0, но отличаются от всех своих предшественников тем, что поле памяти TID (Tag ID), в которое при производстве обычно пишется код типа метки (и он в рамках одного артикула не отличается от метки к метке), разбито на две части. Первые 32 бита отведены под код производителя метки и её марку, а вторые 32 бита — под уникальный номер самого чипа. Поле TID — неизменяемое, и, таким образом, каждая метка является уникальной. Новые чипы имеют все преимущества меток стандарта Gen 2.0. Каждый банк памяти может быть защищен от чтения или записи паролем, EPC-номер может быть записан производителем товара в момент маркировки.
В UHF RFID-системах по сравнению с LF и HF ниже стоимость меток, при этом выше стоимость прочего оборудования.
В настоящее время частотный диапазон УВЧ открыт для свободного использования в Российской Федерации в так называемом «европейском» диапазоне — 863—868 МГЦ.

##### Радиочастотные UHF-метки ближнего поля
Метки ближнего поля (англ. UHF Near-Field), не являясь непосредственно радиометками, а используя магнитное поле антенны, позволяют решить проблему считывания в условиях высокой влажности, присутствия воды и металла. С помощью данной технологии ожидается начало массового применения RFID-меток в розничной торговле фармацевтическими товарами (нуждающимися в контроле подлинности, учёте, но при этом зачастую содержащими воду и металлические детали в упаковке).

## Считыватели (Ридеры)
(от англ. reader)
Приборы, которые читают информацию с меток и записывают в них данные. Эти устройства могут быть постоянно подключенными к учётной системе или работать автономно.

### Виды считывателей

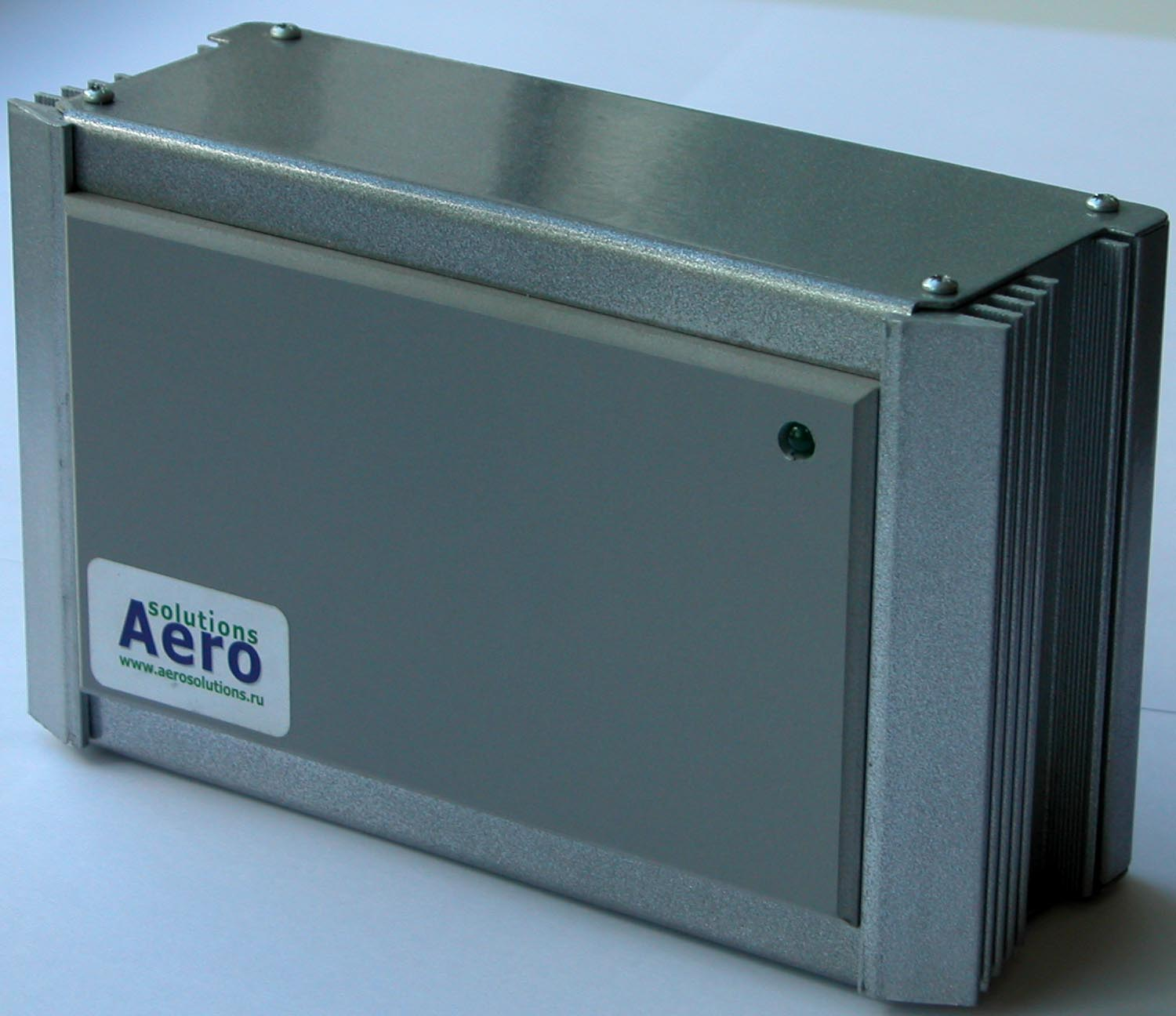
Настольный RFID-считыватель

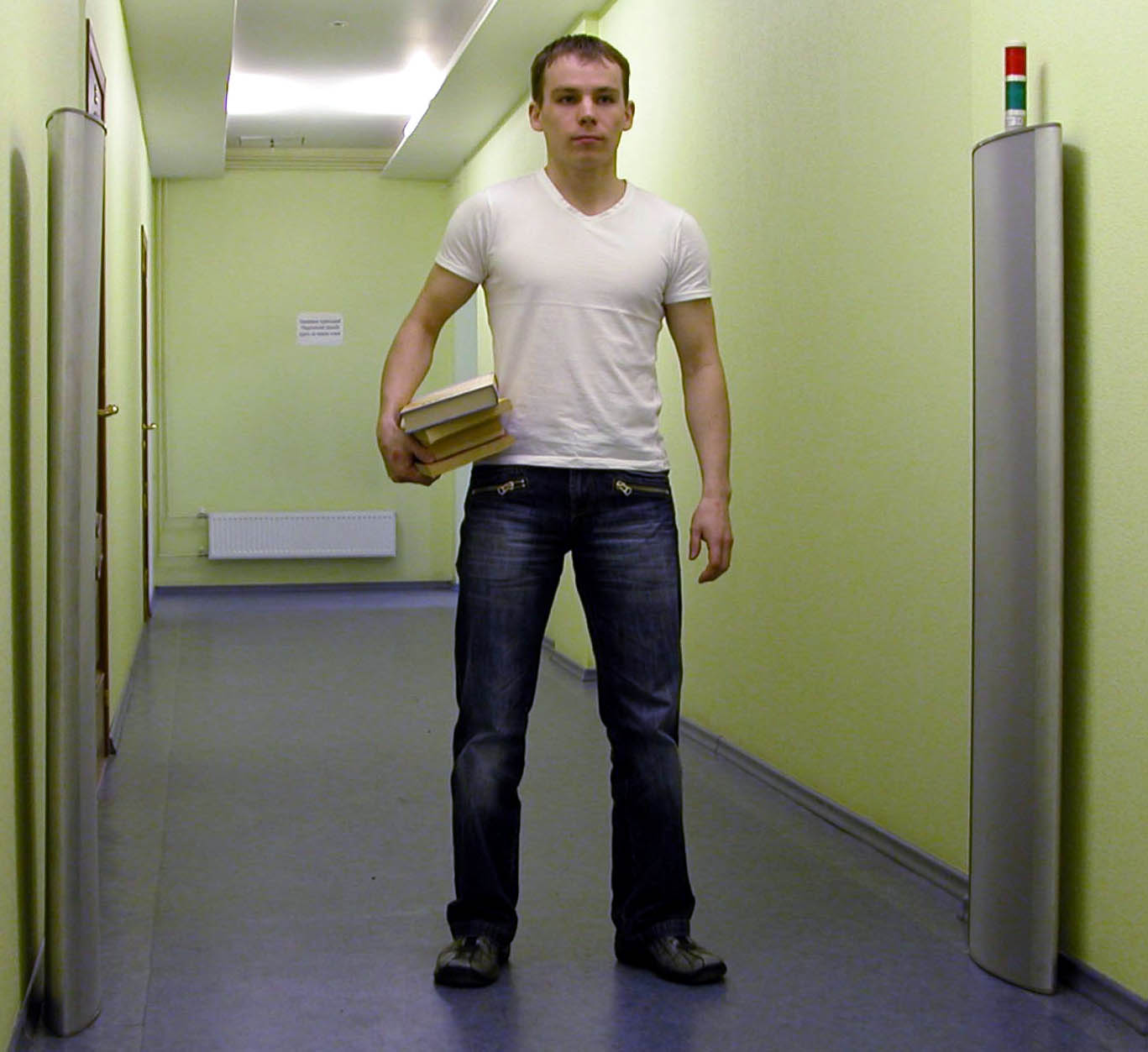
Портальный RFID-считыватель

#### Стационарные
Стационарные считыватели крепятся неподвижно на стенах, дверях, движущихся складских устройствах (штабеляторах, погрузчиках). Они могут быть выполнены в виде замка́, вмонтированы в стол или закреплены рядом с конвейером на пути следования изделий.
По сравнению с переносными, считыватели такого типа обычно обладают большей зоной чтения и мощностью и способны одновременно обрабатывать данные с нескольких десятков меток. Стационарные считыватели подключаются к ПЛК, интегрируются в DCS или подключаются к ПК. Задача таких считывателей — поэтапно фиксировать перемещение маркированных объектов в реальном времени, либо идентифицировать положение меченых предметов в пространстве.

#### Мобильные
Обладают сравнительно меньшей дальностью действия и зачастую не имеют постоянной связи с программой контроля и учёта. Мобильные считыватели имеют внутреннюю память, в которую записываются данные с прочитанных меток (потом эту информацию можно загрузить в компьютер) и, как и стационарные считыватели, способны записывать данные в метку (например, информацию о произведённом контроле).
В зависимости от частотного диапазона метки, дистанция устойчивого считывания и записи данных в них будет различна.

## RFID и альтернативные методы автоматической идентификации

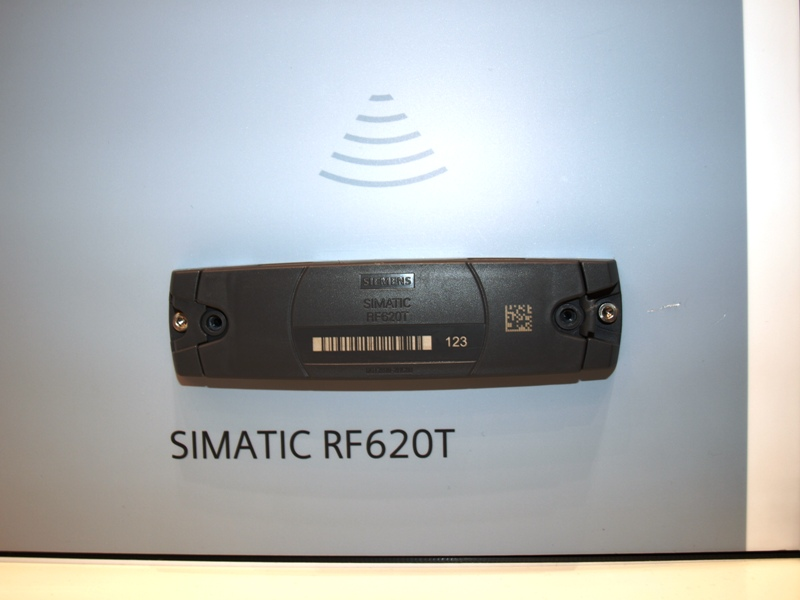
RFID-метка SIMATIC RF620T, соответствующая стандартам ISO 18000-6C EPC CLASS 1 GEN. По центру нанесён штрих-код, справа — DMC

По функциональности RFID-метки, как метод сбора информации, очень близки к штрих-кодам, наиболее широко применяемым сегодня для маркировки товаров. Несмотря на удешевление стоимости RFID-метки, в обозримом будущем полное вытеснение штрих-кодов радиочастотной идентификацией вряд ли состоится по экономическим причинам (система не будет окупаться).
В то же время и сама технология штрих-кодов продолжает развиваться. Новые разработки (например, двумерный штрих-код Data Matrix) решают ряд проблем, ранее решавшихся лишь применением RFID. Технологии могут дополнять друг друга. Компоненты с неизменными потребительскими свойствами могут маркироваться постоянной маркировкой на основе оптических технологий распознавания, несущей информацию об их дате выпуска и потребительских свойствах, а на RFID-метку можно записать информацию, подверженную изменению, такую, как данные о конкретном получателе заказа на возвращаемой многоразовой упаковке.

### Преимущества радиочастотной идентификации
- Возможность перезаписи. Данные RFID-метки могут перезаписываться и дополняться много раз, тогда как данные на штрих-коде не могут быть изменены — они записываются сразу при печати.
- Отсутствие необходимости в прямой видимости. RFID-считывателю не требуется прямая видимость метки, чтобы считать её данные. Взаимная ориентация метки и считывателя часто не играет роли. Метки могут читаться через упаковку, что делает возможным их скрытое размещение. Для чтения данных метке достаточно хотя бы ненадолго попасть в зону регистрации, перемещаясь, в том числе, и на довольно большой скорости. Напротив, устройству считывания штрих-кода всегда необходима прямая видимость штрих-кода для его чтения.
- Большее расстояние чтения. RFID-метка может считываться на значительно большем расстоянии, чем штрих-код. В зависимости от модели метки и считывателя радиус считывания может составлять до нескольких сотен метров. В то же время подобные расстояния требуются не всегда.
- Больший объём хранения данных. RFID-метка может хранить значительно больше информации, чем штрих-код.
- Поддержка чтения нескольких меток. Промышленные считыватели могут одновременно считывать множество (более тысячи) RFID-меток в секунду, используя так называемую антиколлизионную функцию. Устройство считывания штрих-кода может единовременно сканировать только один штрих-код.
- Считывание данных метки при любом её расположении. В целях обеспечения автоматического считывания штрихового кода комитеты по стандартам (в том числе EAN International) разработали правила размещения штрих-меток на товарной и транспортной упаковке. К радиочастотным меткам эти требования не относятся. Единственное условие — нахождение метки в зоне действия считывателя.
- Устойчивость к воздействию окружающей среды. Существуют RFID-метки, обладающие повышенной прочностью и сопротивляемостью жёстким условиям рабочей среды, а штрих-код легко повреждается (например, влагой или загрязнением). В тех сферах применения, где один и тот же объект может использоваться неограниченное количество раз (например, при идентификации контейнеров или возвратной тары), радиочастотная метка оказывается более приемлемым средством идентификации, так как её не требуется размещать на внешней стороне упаковки. Пассивные RFID-метки имеют практически неограниченный срок эксплуатации.
- Многоцелевое использование. RFID-метка может использоваться для выполнения других задач, помимо функции носителя данных. Штрих-код же не программируем и является лишь средством хранения данных.
- Высокая степень безопасности. Уникальное неизменяемое число-идентификатор, присваиваемое метке при производстве, гарантирует высокую степень защиты меток от подделки. Также данные на метке могут быть зашифрованы. Радиочастотная метка обладает возможностью закрыть паролем операции записи и считывания данных, а также зашифровать их передачу. В одной метке можно одновременно хранить открытые и закрытые данные.

### Недостатки радиочастотной идентификации
- Работоспособность метки утрачивается при частичном механическом повреждении.
- Стоимость системы выше стоимости системы учёта, основанной на штрих-кодах.
- Сложность самостоятельного изготовления. Тем временем штрих-код можно напечатать на любом принтере.
- Подверженность помехам в виде электромагнитных полей.
- Недоверие пользователей из-за возможности использования её для скрытного сбора информации о людях.
- Установленная техническая база для считывания штрих-кодов существенно превосходит по объёму решения на основе RFID.
- Недостаточная открытость выработанных стандартов.

### В сравнении с другими универсальными идентификаторами[31]
| Характеристика технологии                                                                       | RFID                                    | Штрих-код                                                                    | QR-код                                                                       |
| ----------------------------------------------------------------------------------------------- | --------------------------------------- | ---------------------------------------------------------------------------- | ---------------------------------------------------------------------------- |
| Необходимость в прямой видимости метки                                                          | Чтение даже скрытых меток               | Чтение без прямой видимости невозможно                                       | Чтение без прямой видимости невозможно                                       |
| Объём информации                                                                                | От 10 до 512 000 байт                   | До 100 байт                                                                  | До 3 072 байт                                                                |
| Возможность перезаписи данных и многократного использования метки                               | Есть                                    | Нет                                                                          | Нет                                                                          |
| Дальность регистрации                                                                           | До 100 м                                | До 4 м                                                                       | До 1 м                                                                       |
| Одновременная идентификация нескольких объектов                                                 | До 200 меток в секунду                  | Невозможна                                                                   | Зависит от считывателя                                                       |
| Устойчивость к воздействиям окружающей среды: механическому, температурному, химическому, влаге | Повышенная прочность и сопротивляемость | Зависит от материала, на который наносится                                   | Зависит от материала, на который наносится                                   |
| Срок жизни метки                                                                                | Более 10 лет                            | Зависит от способа печати и материала, из которого состоит отмечаемый объект | Зависит от способа печати и материала, из которого состоит отмечаемый объект |
| Безопасность и защита от подделки                                                               | Подделать возможно                      | Подделать легко                                                              | Подделать легко                                                              |
| Работа при повреждении метки                                                                    | Невозможна                              | Затруднена                                                                   | Затруднена                                                                   |
| Идентификация движущихся объектов                                                               | Да                                      | Затруднена                                                                   | Затруднена                                                                   |
| Подверженность помехам в виде электромагнитных полей                                            | Есть                                    | Нет                                                                          | Нет                                                                          |
| Идентификация металлических объектов                                                            | Возможна                                | Возможна                                                                     | Возможна                                                                     |
| Использование как стационарных, так и ручных терминалов для идентификации                       | Да                                      | Да                                                                           | Да                                                                           |
| Возможность введения в тело человека или животного                                              | Возможна                                | Затруднена                                                                   | Затруднена                                                                   |
| Габаритные характеристики                                                                       | Средние и малые                         | Малые                                                                        | Малые                                                                        |
| Стоимость                                                                                       | Средняя и высокая                       | Низкая                                                                       | Низкая                                                                       |

## Критика

Логотип одной из противоборствующих внедрению RFID-систем организаций

### RFID и права человека
Как бы вам понравилось, если бы, скажем, в один прекрасный день обнаружилось, что ваше нижнее бельё распространяет информацию о вашем местонахождении?
Дебра Боуэн, сенатор штата Калифорния, на слушаниях 2003 года
Использование RFID-меток вызвало серьёзную полемику, критику и даже бойкотирование товаров. Четыре основных проблемы этой технологии, связанные с неприкосновенностью частной жизни, следующие:
- Покупатель может даже не знать о наличии RFID-метки. Или не может её удалить
- Данные с метки могут быть считаны дистанционно без ведома владельца
- Если помеченный предмет оплачивается кредитной картой, то возможно однозначно связать уникальный идентификатор метки с покупателем
- Система меток EPCGlobal создаёт или предполагает создание уникальных серийных номеров для всех продуктов, несмотря на то, что это создаёт проблемы с неприкосновенностью частной жизни и совершенно не является необходимым для большинства приложений

Основное беспокойство вызывается тем, что иногда RFID-метки остаются в рабочем состоянии даже после того, как товар куплен и вынесен из магазина, и поэтому могут быть использованы для слежки и других неблаговидных целей, не связанных с инвентаризационной функцией меток. Считывание с небольших расстояний также может представлять опасность, если, например, считанная информация накапливается в базе данных, или грабитель использует карманный считыватель для оценки богатства проходящей мимо потенциальной жертвы. Серийные номера на RFID-метках могут выдавать дополнительную информацию даже после избавления от товара. Например, метки в перепроданных или подаренных вещах могут быть использованы для установления круга общения человека.

### Стандарты
Негативное отношение к технологии RFID усугубляется пробелами, существующими во всех нынешних стандартах. Хотя процесс совершенствования стандартов не закончился, во многих прослеживается тенденция скрывать от публики часть команд меток. Например, команда Аутентификация в фирменной технологии Philips MIFARE, использующей стандарт ISO/IEC 14443, после которой метка должна шифровать свои ответы и воспринимать только шифрованные команды, может быть нейтрализована некоторой командой, которую фирма-разработчик держит в секрете. После выполнения этой команды возможно успешное использование ReadBlock, фиктивно зашифрованной на константе (которая используется для подсчёта CRC в стандарте ISO/IEC 14443). Таким образом можно прочитать MIFARE-карточку. Более того, анализируя потребляемый карточкой ток, инженер-схемотехник может прочитать все пароли доступа ко всем блокам MIFARE-карточки (в силу относительной прожорливости EEPROM ячеек и схемотехнической реализации чтения памяти в чипе). Так, в наиболее распространённых RFID-карточках может изначально содержаться закладка.
Часть подозрений в отношении RFID может быть снята выработкой полных и открытых стандартов, отсутствие каковых вызывает подозрения и недоверие к технологии.
Применение меток диапазона СВЧ в Российской Федерации в настоящее время регулируется СанПиН 2.1.8/2.2.4.1383-03, утверждёнными Постановлением Главного государственного санитарного врача РФ № 135 от 09.06.2003 г. Несмотря на распространяемое заблуждение о несоответствии данного оборудования стандартам, при реальных расчётах учитывается напряженность электромагнитного поля или плотность потока мощности, излучаемая оборудованием, а не выходная мощность прибора, как это было установлено в СанПиН 2.2.4/2.1.8.055-96, утративших силу с 30.06.2003 г.; фактические значения для расчёта предельно допустимого уровня в реально существующем в России UHF-оборудовании примерно в 10-20 раз ниже, чем установленные санитарно-гигиеническими нормами.

## Развитие RFID-рынка
По мнению экспертов, рынок RFID-систем в России ещё только зарождается, так что предложение в этом сегменте существенно превышает спрос. Из-за этого отставания отечественный рынок развивается опережающими темпами — совокупный среднегодовой темп роста в период с 2008 по 2010 год превышает 19 %. Тогда как среднегодовой темп роста мирового RFID рынка (CAGR) превышает 15 %.
По оценкам участников рынка, объём мирового рынка RFID продукции в 2008 году составил 5,29 млрд $. Ожидается, что к 2018 году он вырастет более чем в 5 раз. Объём российского рынка RFID — чуть более одного процента от мирового рынка, и составляет 69 млн $.

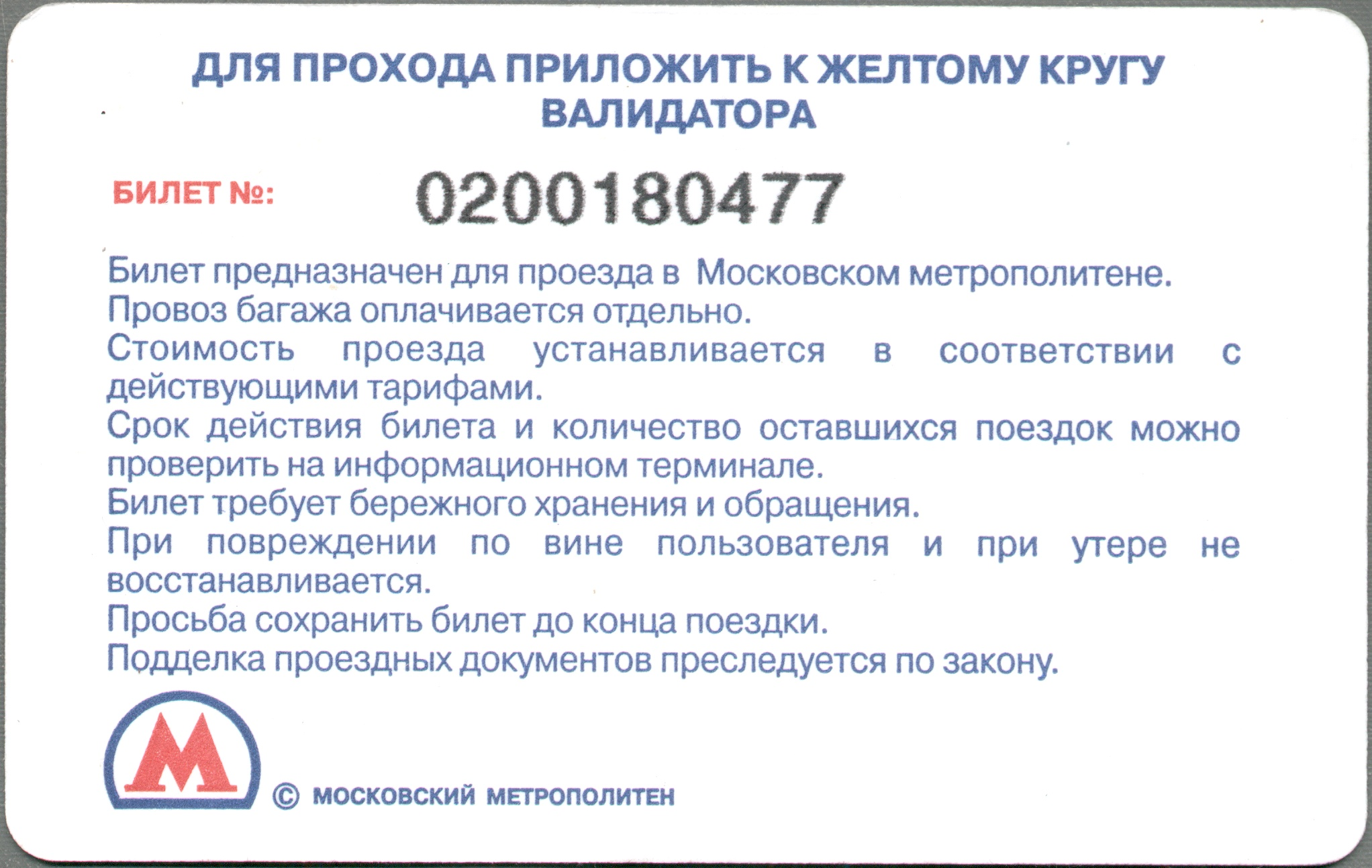
Бесконтактная смарт-карта Московского метро (система HF-диапазона)

Все системы радиочастотной идентификации в России внедряются впервые. Компании, устанавливающей RFID-систему, не нужно тянуть за собой устаревшее оборудование и частоты, подстраивать под задачу уже имеющееся на объекте оборудование, есть возможность внедрять самые передовые разработки.
В силу своей дороговизны RFID в России используется преимущественно для осуществления логистических операций, в метрополитене крупных городов (Москва, Санкт-Петербург, Казань, Екатеринбург), наземном транспорте (например в Республике Башкортостан) и в библиотечных системах. Однако, по мнению генерального директора «Роснано» Анатолия Чубайса, в ближайшие годы возможен переход на наночипы для банковских карт с RFID, с помощью которых технология станет массово использоваться в розничной торговле.

## Применение

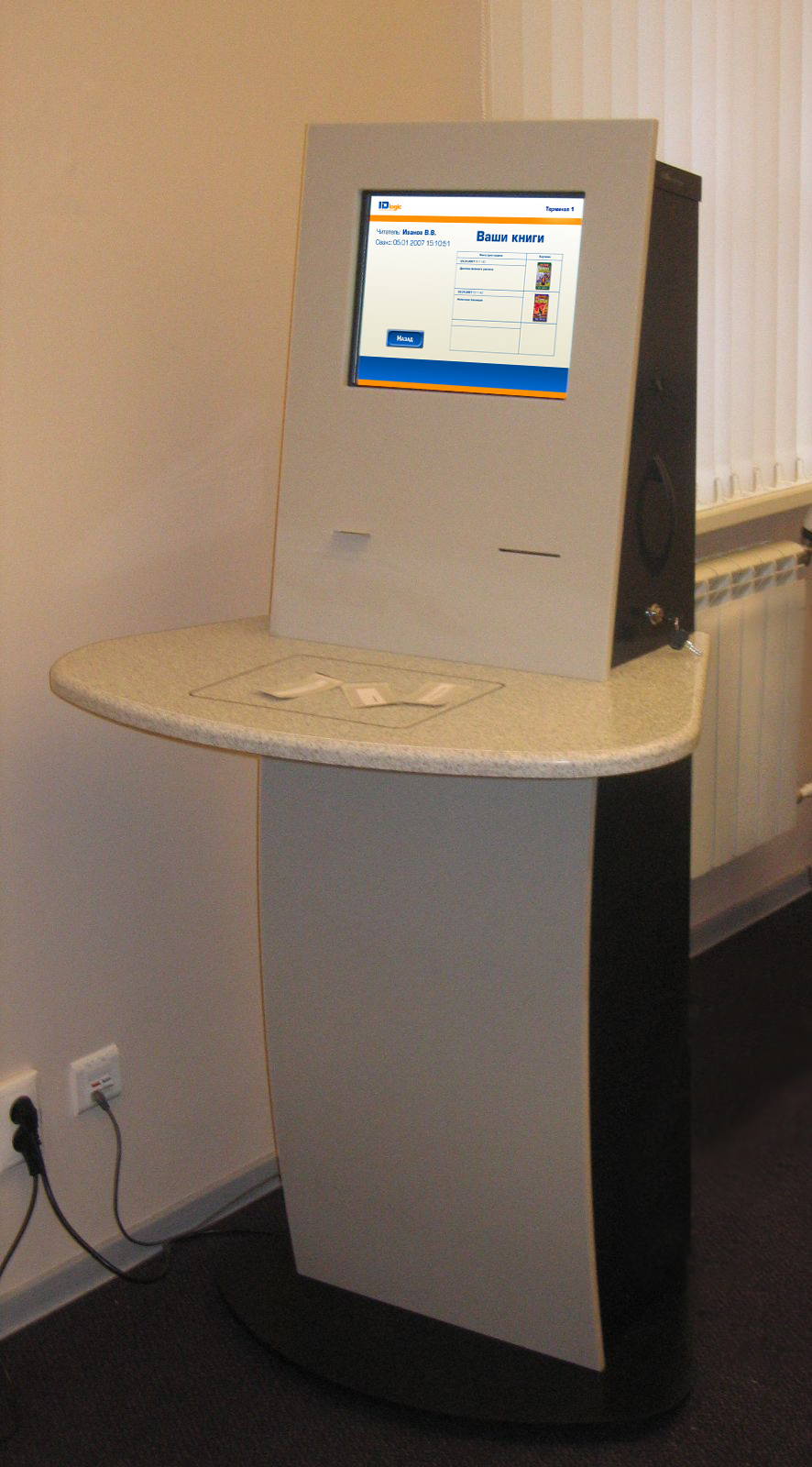
Станция выдачи книг в библиотеке СПБГУ

На текущий момент RFID-технологии применяются в самых разнообразных сферах человеческой деятельности:
- промышленность;
- транспортная и складская логистика, предотвращение краж в торговых залах;
- системы контроля и управления доступом;
- медицина — мониторинг состояния пациентов, наблюдение за перемещением по зданию больницы;
- библиотечное дело — станции автоматической книговыдачи, быстрая инвентаризация;
- паспорта;
- транспортные платежи;
- дистанционное управление;
- опознавание животных;
- сельское хозяйство;
- человеческие имплантаты;
- системы управления багажом;
- системы локализации объектов в реальном режиме времени
- автомобильные иммобилайзеры

В применениях используется информация об объекте, его свойствах, качествах, информация о положении объекта.

## Стандарты
Международные стандарты RFID, как составной части технологии автоматической идентификации, разрабатываются и принимаются международной организацией ISO совместно с IEC. Подготовка проектов (разработка) стандартов производится в тесном взаимодействии с инициативными заинтересованными организациями и компаниями.

### Организации-разработчики стандартов

#### EPCglobal
EPCglobal (совместное предприятие GS1 и GS1 US) работает по международным стандартам в области использования RFID и EPC, с целью создать возможность идентификации любого объекта в цепи поставок товаров компаний во всем мире.
Одна из миссий EPCglobal состоит в упорядочении большого количества RFID-протоколов, появившихся в мире начиная с 1990-х годов и создании единого протокола для реализации прорыва в восприятии RFID коммерческими организациями.

#### AIM global
AIM Global активно работает над промышленными стандартами с 1972 года.
AIM Global — международная торговая ассоциация, представляющая поставщиков автоматической идентификации и мобильных технологий. Ассоциация активно поддерживает развитие AIM стандартов за счёт собственного Technical Symbology Committee, Global Standards Advisory Groups и группы экспертов RFID, а также через участие в промышленных, национальных (ANSI) и международных (ISO) группах разработок.
В России разработка стандартов в области RFID занимается Ассоциации UNISCAN/GS1 Russia.

#### GRIFS
GRIFS — двухлетний проект по созданию Форума совместимости Стандартов RFID координируется GS1 совместно с ETSI и CENI. Проект финансируется Европейским сообществом . Начал свою деятельность в январе 2008 года. В рамках данного проекта проведены три конференции в Токио, Гонконге и Брюсселе в 2008—2009 годах.

### EPC Gen2
EPC Gen2 — сокращение от «EPCglobal Generation 2».
Деление меток на классы было принято задолго до появления инициативы EPCglobal, однако не существовало общепринятого протокола обмена между считывателями и метками. Это приводило к несовместимости считывателей и меток различных производителей. В 2004 году ISO/IEC приняли единый международный стандарт ISO 18000, описывающий протоколы обмена (радиоинтерфейсы, англ. air interface) во всех частотных диапазонах RFID от 135 кГц до 2,45 ГГц. Диапазону УВЧ (860—960) МГц соответствует стандарт ISO 18000-6А/В. С учётом технических проблем, проявлявшихся при считывании меток классов 0 и 1 первого поколения, в 2004 году специалисты Hardware Action Group в EPCglobal создали новый протокол обмена между считывателем и меткой УВЧ диапазона — Class 1 Generation 2. В 2006 году предложение EPC Gen2 с незначительными изменениями было принято ISO/IEC в качестве дополнения С к существующим вариантам А и В стандарта ISO 18000-6, и на данный момент стандарт ISO/IEC 18000-6C является наиболее распространённым стандартом технологии RFID в УВЧ диапазоне. Этот стандарт был утверждён вопреки претензиям компании Intermec о том, что его принятие может нарушить ряд их патентов, связанных с RFID. Было решено, что стандарт сам по себе не нарушает патентов, однако при определённых обстоятельствах у производителей может возникнуть необходимость платить пошлины Intermec.
По сообщению RFID Journal, мировой рынок чипов UHF Gen2 в 2010 году вырос более чем на 200 процентов в сравнении с предыдущим годом. В 2011 году предполагается продолжение роста объёма рынка, по оценкам на 65 процентов.
Рост продаж RFID-меток составил в 2010 году 125 %, и ожидается, что в 2011 году рынок вырастет ещё на 105 процентов.

#### Особенности

##### ID
Метки Gen 2 выпускаются как с записанным производителем номером, так и без него. Записанный производителем товара номер можно заблокировать так же, как и изначально встроенный.

##### Антиколлизионный механизм (меток)
Современные метки стандарта Gen 2 используют эффективный антиколлизионный механизм, основанный на развитой технологии «слотов» — многосессионном управлении состоянием меток во время «инвентаризации», — то есть, считывании меток в зоне регистрации. Данный механизм позволяет увеличить скорость считывания-инвентаризации меток до 1500 меток/сек (запись — до 16 меток/сек) при использовании промышленных портальных считывателей, например, компании Impinj. Считыватель и метки в начале запроса генерируют число q в диапазоне от 0 до 2 в степени n. Если число q считывателя и одной из меток совпало, то они производят обмен информацией. Если же количество отозвавшихся меток не равно единице, то считыватель производит новый запрос, при котором число q генерируется заново. В случае, если часто возникает ситуация, в которой не произошёл обмен информации с меткой (то есть если меток слишком много или слишком мало по сравнению с диапазоном, в котором лежит число q), считыватель корректирует степень двойки n, изменяя границы диапазона. Данный алгоритм работает гораздо быстрее алгоритма, используемого в Gen1, так как в первом случае считыватель побитно перебирает до 64 бит, а во втором работает теория вероятности и имеется механизм регулировки.

##### Антиколлизионный механизм (считывателей)
Кроме того, Gen 2 метки позволяют эффективно использовать в перекрывающихся и близких зонах несколько считывателей одновременно (технология англ. Multiple Reader Mode) за счёт разнесения друг от друга частотных каналов считывателей.

##### Цена
Метки стандарта Gen2 в настоящее время уже существенно дешевле меток предыдущего поколения, что также делает их использование предпочтительным, а оборудование (считыватели) первого поколения в большинстве случаев требуют для работы с новыми стандартами лишь перепрограммирования встроенной программы (перепрошивки).

##### Пароли
Как и метки предыдущего стандарта, Gen2 обладают возможностью установки 32х-битного access-пароля. Кроме того, для каждой метки возможна установка килл-пароля (англ. 'kill' password), после введения которого метка навсегда прекратит обмен информацией со считывателями.

### ISO Стандарты
По состоянию на 2008 год в качестве международного стандарта в области RFID выступает различное множество стандартов описывающих различные области RFID:
- ISO 11784 — «Радиочастотная идентификация животных — Структура кодов»
- ISO 11785 — «Радиочастотная идентификация животных — Техническая концепция»
- ISO 14223 — «Радиочастотная идентификация животных — Транспондеры с расширенными функциями»
- ISO 10536 — «Идентификационные карты. Бесконтактные чиповые карты»
- ISO 14443 — «Идентификационные карты. Бесконтактные чиповые карты. Карты с малым расстоянием считывания»
- ISO 15693 — «Идентификационные карты. Бесконтактные чиповые карты. Карты средней дальности считывания»
- DIN/ISO 69873 — «Носители данных для инструмента и зажимных устройств»
- ISO/IEC 10374 — «Идентификация контейнеров»
- VDI 4470 — «Системы охраны товаров»
- ISO 15961 — «RFID для управления товарами: управляющий компьютер, функциональные команды меток и другие синтаксические возможности»
- ISO 15962 — «RFID для управления товарами: синтаксис данных»
- ISO 15963 — «Уникальная идентификация радиочастотных меток и регистрация владельца для управления уникальностью»
- ISO 18000 — «RFID для управления товарами: беспроводной интерфейс»
- ISO 18001 — «Информационные технологии — RFID для управления товарами — Рекомендуемые профили приложений»